# شهرستان لا اوت-یاماسکا
شهرستان لا اوت-یاماسکا (به انگلیسی: La Haute-Yamaska Regional County Municipality) یک منطقهٔ مسکونی در کانادا است که در ناحیه مونترژی واقع شده‌است. شهرستان لا اوت-یاماسکا ۶۵۰٫۴۰ کیلومتر مربع مساحت و ۸۵٬۰۴۲ نفر جمعیت دارد.